# عباسعلی زالی
عباسعلی زالی (زادهٔ ۲۹ اسفند ۱۳۱۶ گلپایگان)، سیاستمدار ایرانی و رئیس پیشین مرکز آمار و وزیر کشاورزی در دولت میرحسین موسوی بود. زالی برگزیده پنجمین دوره جایزه علمی علامه طباطبایی بنیاد ملی نخبگان در سال ۱۳۹۸ است.

## تحصیلات
- دکتری کشاورزی از دانشگاه کالیفرنیا (۱۳۴۹)
- کارشناسی ارشد دانشگاه کالیفرنیا (۱۳۴۷)
- کارشناسی ارشد پیوسته در رشته آگرونومی دانشکده کشاورزی دانشگاه تهران (۱۳۴۳)

## مسئولیت‌ها
- رئیس پردیس کشاورزی و منابع طبیعی دانشگاه تهران ۱۳۸۳ تاکنون
- رئیس مرکز آمار ایران (۱۳۸۳–۱۳۷۵)
- رئیس کمیسیون برنامه و بودجه مجلس شورای اسلامی (۱۳۷۴–۱۳۷۳)
- نماینده کرج در دوره‌های سوم و چهارم مجلس شورای اسلامی (۱۳۷۴–۱۳۶۸)
- وزیر کشاورزی از سال ۱۳۶۲ تا ۱۳۶۷ در کابینه‌های میرحسین موسوی
- قائم مقام وزیر کشاورزی در دولت محمدعلی رجایی (۱۳۶۲–۱۳۵۸)
- رئیس اولین شورای شهر کرج سال (۱۳۵۸)
- عضو جهاد سازندگی در کرج و تهران (۱۳۵۸)